# Comuna Zubani, Hlobîne
Zubani (în ucraineană Зубані) este o comună în raionul Hlobîne, regiunea Poltava, Ucraina, formată din satele Romanivka, Ruda și Zubani (reședința).

## Demografie
Componența lingvistică a comunei Zubani
     Ucraineană (99,07%)
     Alte limbi (0,93%)
Conform recensământului din 2001, majoritatea populației comunei Zubani era vorbitoare de ucraineană (99,07%), existând în minoritate și vorbitori de alte limbi.